# Campionati europei di atletica leggera 1938 - Staffetta 4×100 metri femminile
La staffetta 4×100 metri femminile ai campionati europei di atletica leggera 1934 si svolse il 18 settembre 1938.

## Podio
| Oro     | Germania Josefine Kohl, Käthe Krauß, Emmy Albus, Ida Kühnel                            |
| Argento | Polonia Barbara Książkiewicz, Otylia Kałuża, Jadwiga Gawrońska, Stanisława Walasiewicz |
| Bronzo  | Italia Maria Alfero, Maria Apollonio, Rosetta Cattaneo, Italia Lucchini                |

## Risultati
| Pos.    | Nazione       | Atleti                                                                         | Tempo | Note                  |
| ------- | ------------- | ------------------------------------------------------------------------------ | ----- | --------------------- |
| Oro     | Germania      | Josefine Kohl, Käthe Krauß, Emmy Albus, Ida Kühnel                             | 46"8  | Record dei campionati |
| Argento | Polonia       | Barbara Książkiewicz, Otylia Kałuża, Jadwiga Gawrońska, Stanisława Walasiewicz | 48"2  |                       |
| Bronzo  | Italia        | Maria Alfero, Maria Apollonio, Rosetta Cattaneo, Italia Lucchini               | 49"4  |                       |
| 4       | Ungheria      | Ilona Balla, Anna Lörinczi, Sarolta Fehér, Rózalia Nagy                        | 50"8  |                       |
| 5       | Norvegia      | Ella Undli, Aashild Brandvold, Solveig Wennewold, Sigrid Sivertsen             | 51"1  |                       |
|         | Gran Bretagna | Lillian Chalmers, Audrey Brown, Dorothy Saunders, Betty Lock                   | dq    |                       |